# Jean-Baptiste Monchaingre
Jean-Baptiste Monchaingre (± 1616 - Chênehutte-Trèves-Cunault, 25 april 1691), beter bekend onder de artiestennaam Philandre, was een Franse komediespeler. Hij begon zijn carrière rond 1637 in het toenelgezelschap van Josias de Soulas (Floridor). In 1647 en 1648 speelde hij in het Théâtre du Marais, waarna hij zich aansloot bij de troep van Willem III van Oranje in de Spaanse Nederlanden. Hij trad onder andere op in Den Haag, samen met Pierre en Guillaume Marcoureau. Tegen 1660 richtte hij onder bescherming van de prins van Condé een nieuwe troep op samen met Raymond Poisson.
Hoewel hij in 1667 formeel afstand deed van het theaterleve, bleef Monchaingre daarna nog acht jaar doorgaan met optreden. In 1675 trok hij zich terug in het kasteel van Brissac. Na zijn dood werd hij begraven in Cunault, dat tegenwoordig een deel vormt van de gemeente Chênehutte-Trèves-Cunault. 